# عبدالله توکل
عبدالله توکل (۱۳۰۳ – ۲۵ شهریور ۱۳۷۸) مترجم اهل ایران بود.

## فعالیت
در سال ۱۳۰۳ در کوچه علیه اردبیل به دنیا آمد که بعدها با ورود به عرصه ادبیات به همراه دو دوست خود رضا سیدحسینی و محمد قاضی به سه تفنگدار نهضت ترجمه ایران شهرت یافتند.
شهرتی که تا به امروز قوام داشته و در نسل‌های بعد نیز الگوهای کارکردی این مترجم در میان جوان‌ترها به عنوان مکتبی علمی قلمداد می‌شود.
عبدالله توکل در خانواده‌ای تجارت پیشه در اردبیل متولد شد. تا ششم ابتدایی را در مدرسه‌های صداقت و هدایت و دوره اول متوسطه را در دبیرستان هدایت اردبیل گذراند. بعد از اتمام تحصیلات در دبیرستان صفوی موفق به کسب دیپلم کلاس پنجم علمی شد.
در ادامه ششم ادبی را در دبیرستان دارالفنون تهران سپری کرد. تحصیلات دانشگاهی خود را ابتدا در دانشکده حقوق آغاز کرد، اما آن را نیمه کاره رها کرد و برای تحصیل زبان به دانشکده ادبیات رفت. مدتی نیز در دانشگاه واشینگتن درس انگلیسی و روش تدریس زبان خواند.

پس از بازگشت به ایران، بیش از پیش به ترجمهٔ آثار ادبی پرداخت. در سال‌های ۱۳۳۶–۱۳۵۹ برنامه ادبیات جهان را در رایو به اجرا درآورد.
در سالهای پایانی عمر تلاش کرد تا حد ممکن در ترجمه‌های قبلی خود بازنگری کند. توکل در ۲۵ شهریور ۱۳۷۸ در زادگاهش بر اثر سکتهٔ قلبی درگذشت.

## آثار
فهرست زیر حاوی ۴۴ عنوان از کتاب‌هایی است که عبدالله توکل در طول بیش از ۵۰ سال ترجمه کرده‌است.
| نام کتاب                                   | نویسنده                     | سال     | ناشر (توضیحات)                                                     |
| ------------------------------------------ | --------------------------- | ------- | ------------------------------------------------------------------ |
| از انگلستان دیدن کنیم                      | کی رمزی                     | ۱۳۲۴    |                                                                    |
| بیست و چهار ساعت از زندگی یک زن            | اشتفان تسوایگ               | ۱۳۲۶    | معرفت / چ ۲ (با همکاری رضا سیدحسینی)                               |
| دنیای امروز                                | اشتفان تسوایگ               | ۱۳۲۶    | (ظاهرا با عنوان‌های دنیای دیگر و دنیای دیروز نیز تجدید چاپ شده است) |
| زن و بازیچهٔ او                             | پیر لوئیس                   | ۱۳۲۷    |                                                                    |
| سرهنگ شابر                                 | اونوره دو بالزاک            | ۱۳۲۷    | (تجدید چاپ: قطره، ۱۳۷۲)                                            |
| شب رؤیائی                                  | اشتفان تسوایگ               | ۱۳۲۷    | معرفت                                                              |
| نامزدی                                     | لایوش زیلاهی                | ۱۳۲۷    | معرفت (تجدید چاپ: فکر روز، ۱۳۷۳)                                   |
| اوژنی گرانده                               | اونوره دو بالزاک            | ۱۳۲۸    | (با عنوان عشق و خست نیز منتشر شده است)                             |
| کتاب یهو یا قیم بابلی                      | مارنیکس خنیسه               |         |                                                                    |
| شاهکار گمنام                               | اونوره دو بالزاک            | ۱۳۳۵    | سپهر                                                               |
| مردی که سایه‌اش را فروخت                    | آلبرت فون‌شامیسو             | ۱۳۳۶    | (تجدید چاپ: نشر مرکز، ۱۳۷۳)                                        |
| سنین بحرانی                                | کاترین میخائلیس             | ۱۳۳۷    | نشر اندیشه                                                         |
| دافنیس و کلوئه                             | لونگوس                      | ۱۳۳۷    | نشر اندیشه                                                         |
| گزند دلبستگی                               | پیر-آمبرواز شودرلو دو لاکلو | ۱۳۳۹    | سخن                                                                |
| بگو مگوی انگلیسی                           | -                           | ۱۳۳۹    | (تجدید چاچ: نیلوفر، ۱۳۶۲)                                          |
| در ظلمت بیدار شد                           | برت هالیدی                  | ۱۳۴۰    | کیهان                                                              |
| دلشکسته                                    | ناتانیل وست                 | ۱۳۴۱    | مروارید                                                            |
| این دختر پانزده ساله باید بمیرد            | جوناتان کریک                | ۱۳۴۳    | چ ۲، امیرکبیر                                                      |
| موئیرا                                     | ژولین گرین                  | ۱۳۴۴    | نیل                                                                |
| سرخ و سیاه                                 | استاندال                    | ۱۳۴۵    |                                                                    |
| مطالعهٔ زن و پنج داستان دیگر                | اونوره دو بالزاک            | ۱۳۴۸    | سپهر                                                               |
| سنگ‌ها و صخره‌ها                             | آن تری وایت                 | ۱۳۵۱    | چ۲، نیل                                                            |
| نخستین عشق من                              | ماکسیم گورکی                | ۱۳۵۶    | نیما                                                               |
| اوریکا                                     | دوشس دو دوراس               | ۱۳۶۰    | غزالی                                                              |
| عصر آدمکش‌ها                                | هنری میلر                   | ۱۳۶۰    | زمان (تجدید چاپ: قطره، ۱۳۷۱)                                       |
| مجمع الجزایر گولاک                         | الکساندر سولژنیتسین         | ۱۳۶۶    | سروش                                                               |
| زندان‌های من                                | سیلیو پلیکو                 | ۱۳۷۲    | آویشن و گوهرزاد                                                    |
| استاندال                                   | میشائیل زایدال              | ۱۳۷۲    | شنر سمر                                                            |
| در تنگ                                     | آندره ژید                   | ۱۳۷۳    | ویراست ۲، نیلوفر، ۱۳۷۳ (با همکاری رضا سیدحسینی)                    |
| خانواده ایرانی در روزگار پیش از اسلام      | علی اکبر مظاهری             | ۱۳۷۳    | قطره                                                               |
| سگ زرد، ماجراهای مگره کمیسر پلیس           | ژرژ سیمنون                  | ۱۳۷۳    | طرح نو                                                             |
| ویکتور هوگو                                | ریچارد گرانت                | ۱۳۷۳    | کهکشان                                                             |
| یهو یاقیم بابلی و همسر بلندآوازه اش شوشانا | مارنیکس خنیسه               | ۱۳۷۳    | نشر مرکز                                                           |
| کالون و قیام کاستلیون                      | اشتفان تسوایگ               | ۱۳۷۶    | نشر مرکز                                                           |
| نگاهی دیگر بر طفل                          | ژول دالس                    | ۱۳۷۷    | دفتر ادبیات داستانی                                                |
| آفرودیت                                    | پیرلوئیس                    | نامعلوم |                                                                    |
| بنده عشق                                   | گورکی                       | نامعلوم |                                                                    |
| دختر چشم طلائی                             | اونوره دو بالزاک            | نامعلوم | (با همکاری رضا سیدحسینی / با عنوان دختر زرین چشم هم منتشر شده اسا) |
| زن لال                                     | برگ تامس                    | نامعلوم |                                                                    |
| مالک سانفرانسیسکو                          | اشتفان تسوایگ               | نامعلوم |                                                                    |
| مکتب زنان                                  | ژید                         | نامعلوم | معرفت (با همکاری رضا سیدحسینی)                                     |
| میل جنسی                                   | زیگموند فروید               | نامعلوم |                                                                    |
| نیرنگ زنان                                 | اشتفان تسوایگ               | نامعلوم |                                                                    |
| همرهان به انضمام گیلاس مشروب (نمایشنامه)   | لولی گی‌یو                   | نامعلوم |                                                                    |